# Troféu Copa União
O Troféu Copa União, é um troféu criado, em 1987, pela revista Placar para ser oferecido ao campeão da competição planejada pelo Clube dos 13, a Copa União — competição esta que segundo os regulamentos da Confederação Brasileira de Futebol (CBF) tratou-se do Módulo Verde/Troféu João Havelange do Campeonato Brasileiro de 1987 — e que foi vencido pelo Flamengo. No ano seguinte, o troféu da Placar foi levantado pelo Bahia, quando este venceu o Campeonato Brasileiro, sendo erguido junto à Taça das Bolinhas (Troféu Copa Brasil). Em 1990, a revista criadora do troféu entregou-a de presente ao jogador Zico em sua despedida do Flamengo.

## História

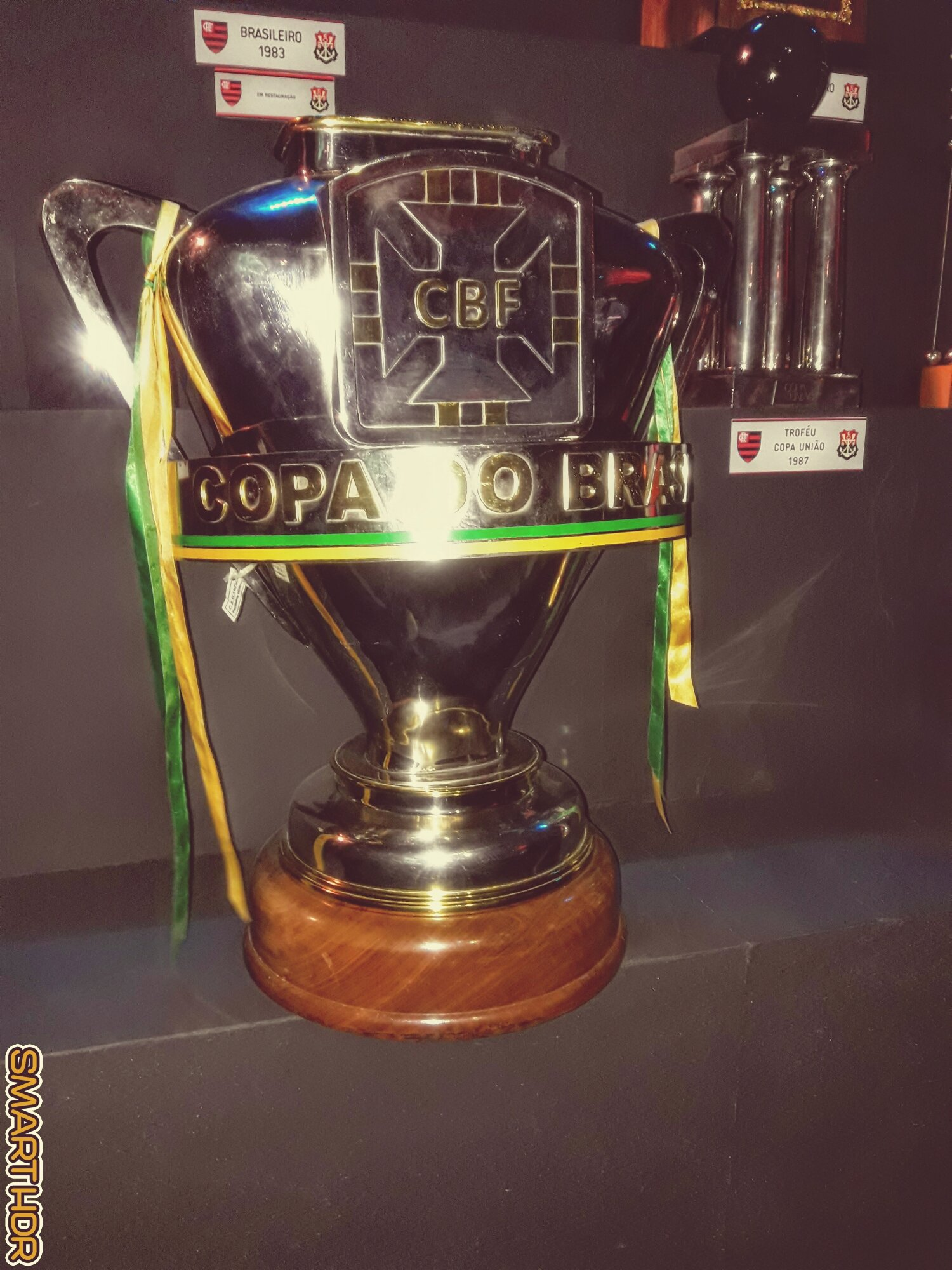
Troféus da Copa do Brasil de 2013 e da Copa União 1987.

O Troféu Copa União foi oferecido pela revista Placar, na época que o Clube dos 13 era criado e idealizava um campeonato, que segundo a revista estava dentro dos padrões que caracterizavam o futebol do mundo inteiro. E, como também, na opinião da Placar, a Copa União representava um passo sem precedentes na organização de um verdadeiro campeonato brasileiro, a referida revista encomendou um troféu que deveria ter uma modelação que permitisse ser erguido sem dificuldades por um jogador, como prova autêntica da conquista — ao contrário das enormes taças que vinham sendo oferecidas.
A tarefa de construir o troféu foi entregue ao artista plástico Carlos Fajardo, que associou o tema esportivo à Grécia Antiga, palco das primeiras Olimpíadas. Para isso, o artista pesquisou em livros as rigorosas medidas que separavam os pilares gregos — o elemento com contorno ideal para se segurar um troféu com as mãos, segundo seu raciocínio. Quatro desenhos rascunhados no papel originaram a maquete em madeira. O passo seguinte foi encomendar as peças metálicas. "Praticamente nada é maciço para que o peso não se torne exagerado", conforme Fajardo, que levantou sua criação inúmeras vezes como teste muscular, visando conseguir o que considerava ser o peso ideal. Os metais foram banhados em prata e foi utilizado um mármore negro especial importado da Bélgica para fabricar uma esfera que foi colocada no topo do troféu. Finalmente, depois de vinte dias de trabalho, a obra ficou pronta: quatro pilares incrustados numa base que sustentam um suporte para a esfera maciça. Suas linhas clássicas e detalhadas lhe conferem um toque erudito. Possui cinquenta centímetros de altura e pesa doze quilos. Na base está gravado: "Copa União".
O troféu foi apresentado para a imprensa no dia 23 de novembro de 1987, e como o encomendado, foi fabricado de modo que ficasse o mais leve possível, tendo somente cinquenta centímetros de altura e pesando doze quilogramas. Medidas estas que permitiria a volta do vitorioso gesto de se erguer uma taça de campeão para a torcida — notabilizado com os capitães do tricampeonato mundial pela Seleção Brasileira Bellini, Mauro e Carlos Alberto Torres.
Em 13 de dezembro do mesmo ano, a taça foi erguida por Zico, após o Flamengo conquistar o Módulo Verde/Troféu João Havelange (chave do Campeonato Brasileiro) ao vencer o Internacional por 1 a 0 no Maracanã. Em 1988, foi a vez do Bahia levantar a taça, após o clube conquistar a segunda edição da Copa União. Desta vez o troféu da Placar foi erguido ao lado da réplica da taça oficial do Campeonato Brasileiro, o Troféu Copa Brasil (conhecido popularmente como "Taça das Bolinhas").
A Copa União de 1988 acabou representando a última edição da competição. No ano seguinte, a CBF decide nomear o principal campeonato de futebol do Brasil, pela primeira vez, de Campeonato Brasileiro, extinguindo assim a Copa União. Segundo Juca Kfouri, "(...) o Flamengo a devolveu [a taça] quando começou o torneio de 1988, que também deveria ser Copa União, mas que acabou se desvirtuando por acordos entre os clubes e a cbf (sic)". Cabe ressaltar que o nome oficial do Campeonato Brasileiro de 1986 a 1988, assim como de 1975 a 1979 e em 1984, era Copa Brasil (de 1980 a 1983 e em 1985 foi chamado de Taça de Ouro), sendo Copa União o nome popular dos campeonatos de 1987 e 1988.
Assim como a Taça das Bolinhas, o Troféu Copa União ficaria em posse definitiva do clube que conquistasse a taça três vezes seguidas ou cinco vezes alternadamente a partir de 1987. Entretanto, alegando que a competição não teve continuidade, em 6 de fevereiro de 1990, no Maracanã com cerca de 100 mil pessoas (que viram o amistoso comemorativo Flamengo x World Cup Masters: 2 a 2), a Placar entregou, pelas mãos de Juca Kfouri (que então dirigia a revista, criadora do troféu), a "Taça da Bolona" de presente a Zico, como uma forma de homenagear o jogador que se despedia dos gramados brasileiros.
"Pretendo doar ao Flamengo no dia em que o clube tiver uma administração digna de receber. Assim como o nosso time foi digno de ganhar", afirmou Zico em 2011.
Noticiando a conquista do Campeonato Brasileiro de 2019 pelo clube carioca em seu site oficial, a CBF incluiu "1987 (Copa União)" entre os títulos brasileiros de 1983 e 1992, o que se repetiria na notícia do título de 2020.

## Vencedores do Troféu Copa União
| Ano  | Campeão  |
| ---- | -------- |
| 1987 | Flamengo |
| 1988 | Bahia    |